# 대리시 (관청)
대리시(大理寺)는 고대 중국에서 형벌과 감옥을 담당하였던 중앙 재판 기관이다.
베트남에서도 이를 모방하여 대리시를 세웠으며, 한국이나 일본 모두 형옥을 맡은 기관인 전옥서나 검비위사를 중국식으로 대리시라 부르기도 하였다.

## 역사
진(秦), 한(漢) 때의 정위(廷尉)를 북제(北齊) 때에 대리시(大里寺)로 이름을 바꾸었다. 진한 시대 정위는 감옥을 담당하고 여러 곳에서 중대 사건을 재판했다. 서한(西漢) 경제(景帝), 애제(哀帝), 동한(東漢)의 헌제(獻帝), 남조 양 무제 때에 정위의 명칭을 처음 대리(大理)로 바꾸었다가 다시 되돌렸는데, 북제에 이르러서 그 명칭이 정식 관명으로 굳어진 것이다. 북제는 먼저 대리시(大理寺)를 세워 관리를 지명하고, 판시 1인을 두었다가 소경 1인을 더 두었는데, 그 맡은 직책은 형옥 사건에 대한 심의였다. 그리고 이 제도가 후대 왕조에 의해 채용되어 쓰이게 된다.
대리시에는 대리시정(大理寺正) ・ 대리시감(大理寺監) ・ 대리시평사(大理寺評事)가 1인씩 두어졌다. 당대(唐代)에는 대리시의 장관을 대리시경(大理寺卿)이라 하였고, 그 차관은 대리시소경(大理寺少卿)이라 하였다. 대리시경은 종3품, 대리시소경은 종4품상, 대리시정(2인)은 종5품하, 대리시승(6인)은 종6품상, 대리시주부(2인)는 종7품상, 대리시평사(2인)은 종9품상이었다.
송 왕조는 대리시를 좌우로 나누었는데, 좌시(左寺)는 각 지방에서 올라온 탄핵 상소나 의옥(疑獄) 즉 지방관의 선에서 판결하기 어려운 중대 범죄 사건에 대한 복심을 맡았고, 우시(右寺)는 경사(도성)의 백관들에 대한 형옥을 맡았다. 대리시의 최고 관인은 경(卿)이라 하였으며, 그 아래 소경(少卿), 승(丞) 등의 기타 관료가 있었다. 북송 희녕 5년(1072년)에 관원 2명을 더 늘려서 10인이 되었다. 북송 원풍 2년(1079년) 칙령에는 "大理寺近擧堅典，俾治狱事，推輪規摹，皆以義起，不少宽假，必怀顾忌，稽留弊害，无异前日。宜依推制院及御史台例，不供报纠察司。"라 하였다.
대리시의 관사에는 가시나무가 많이 심어져 있어서 가시나무 극(棘) 자를 써서 대리시를 극시(棘寺)라고도 불렀다.
한족의 왕조가 아니었던 몽골 제국의 원(元, 대원 울루스)에는 대리시가 존재하지 않았다. 대리시는 한족의 명(明) 왕조에 의해 부활하였고 만주족의 청(淸)에도 이어졌으나, 그 기능은 당 · 송대와는 달랐다.
중대 사건의 경우 당에서는 대리경(大理卿, 대리시경)과 형부의 상서(尙書), 시랑(侍郞)이 모여서 어사중승과 함께 재판하였는데 이를 삼사사(三司使)라 하였다. 명 · 청대에는 대리시와 형부 그리고 기존의 어사대를 확대 개칭한 도찰원(都察院)이 함께 재판하였는데, 이를 삼법사(三法司)라 하였다. 형옥 여부를 심판하는 권한은 형부에 있었지만 대리시가 형부의 심판 결과에 동의하지 않을 경우에는 최종적으로 황제(천자)에게 상소를 올려 그 재가를 받아야만 했다. 명 · 청대 이전에는 형옥 문제에 있어서 대리시가 더 많은 권력을 가지고 있었고, 명 · 청대 이후에도 여전히 삼법사의 하나였지만, 형옥의 주도권은 점차 6부의 하나인 형부로 옮겨갔다. 명 · 청대 중앙 사법 기관의 기능은 수 · 당대와 달리 형부가 관련 사건에 대한 심판을 맡고 대리시가 그 심판 결과에 대한 심사를 담당하는(재심) 것이었다.
대리시경의 관질은 수 초기에는 정3품이었던 것을 양제가 종3품으로 바꾸었으며, 당도 이를 유지하였다. 이후 명 · 청 왕조 모두 정3품이 었다. 대리시경은 조정에서 열리는 회의에 참석할 권리가 있었다. 명 홍무 24년(1391년) 6월, 대리시승 주지청이 대리시경으로 승진하면서 "대리의 경은 곧 옛날의 정위인데, 역대로 이 직위에 임명된 자는 한대에는 장석지(張釋之)와 정국(定國)만이, 당대에는 위주(戴胄)만이 칭송을 받았다"고 하였었다.
청 광서 24년(1898년)의 무술변법 때 대리시는 한동안 형부에 편입되어 있었다가 다시 옛 모습으로 돌아갔다. 광서 32년(1906년), 청 조정은 대리원심판편제법(大理院審判編制法)을 반포, 대리시를 대리원(大理院)으로 바꾸었다.
1912년 신해혁명으로 중화민국이 수립된 뒤, 북경 정부는 이전 청 왕조의 제도를 이어 대리원을 세웠다. 민국 16년(1927년) 국민당 정부에 의해 대리원은 최고법원으로 개편되었다.

## 참고 문헌
- 黃本驥 《歷代職官表》（臺北，樂天出版社，1974）

## 같이 보기
- 대리원 (청나라)
- 대리원 (중화민국)
- 태국 대리원
- 운남 대리사